# Nils Gustaf Bonde

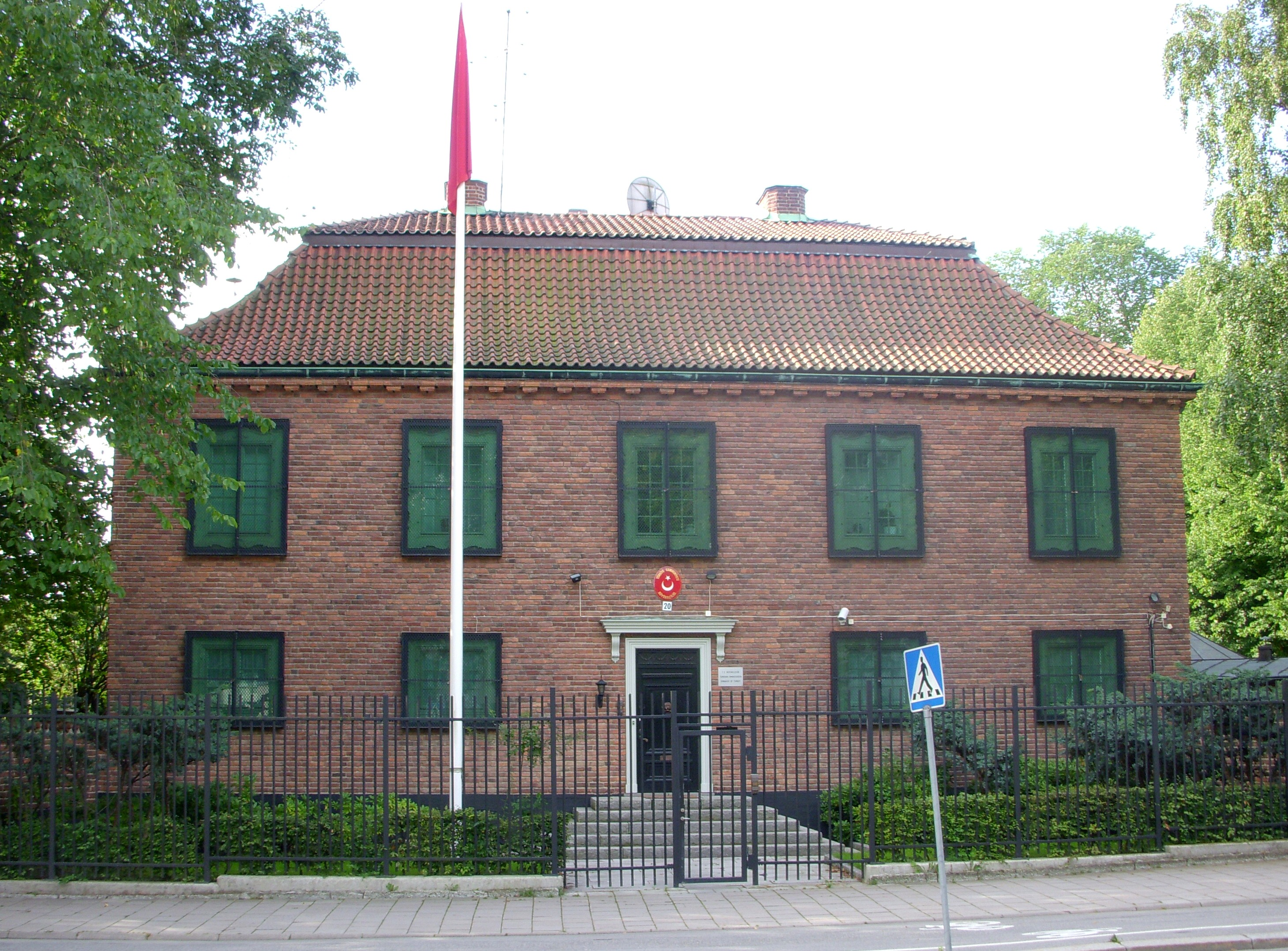
Villa Bonde 2008.

Nils Gustaf Bonde af Björnö, född 3 september 1874 i Mörkö församling, Stockholms län, död 19 maj 1951 i Oscars församling, Stockholm, var en svensk greve, major vid Livgardet till häst, samt militärattaché vid svenska beskickningen i Bryssel.
Bonde gifte sig 1910 med Margit Wikström (1890-1980) – syster till Carl Wikström – och  makarna fick två barn. 1924 uppförde de Villa Bonde i Diplomatstaden, Stockholm, vilken numer inrymmer den Turkiska ambassaden.